# Anachronizm
Anachronizm (stgr. ἀναχρονισμός anachronismós, czyli „niezgodny w czasie”) – sposób wysłowienia niedopasowany do opisywanego w utworze czasu historycznego. Jest to też pojawienie się w tekście przedmiotów, osób, nienależących do opisywanej przez autora epoki lub czasów. Anachronizm wprowadzony nieświadomie przez autora jest błędem, ale często bywa stosowany celowo jako chwyt literacki. Może pełnić wówczas rolę aluzji lub żartu.
Istnienie anachronizmów stanowi także dowód na fałszerstwo dokumentu historycznego. Przykładem jest tu Donacja Konstantyna - dokument sfałszowany prawdopodobnie w VIII lub IX, w którym cesarz Konstantyn I Wielki nadaje Kościołowi dobra i przywileje. Rzekomo powstał w roku 315, natomiast wspomniany jest w nim Konstantynopol, któremu nazwa została nadana dopiero w 330.